# Robert Seethaler
Pour les articles homonymes, voir Seethaler.
Robert Seethaler, né le 7 août 1966  à Vienne, est un écrivain, scénariste et acteur autrichien. ll partage son temps entre Berlin et Vienne.

## Biographie
Robert Seethaler a grandi à Vienne. 
Il a fréquenté l'école du Wiener Volkstheater et a participé à un grand nombre de productions cinématographiques, télévisuelles et théâtrales à Vienne, Berlin, Stuttgart et Hambourg. Il interprète le personnage du "Dr Kneissler" dans la série télévisée "Ein starkes Team". En 2015, il joue le rôle de Lucas Moroder, aux côtés de Rachel Weisz, dans "Youth", le film réalisé par Paolo Sorrentino.
Robert Seethaler a écrit, entre autres, "Le Tabac Tresniek", "Une vie entière" et "Le champ", romans parus tous trois chez Sabine Wespieser Editeur.

## Œuvres
- Die Biene und der Kurt, 2006
- Die weiteren Aussichten, 2008
- Jetzt wird’s ernst, 2010
- Der Trafikant, 2012. 
  - Traduit sous le titre Le Tabac Tresniek par Élisabeth Landes, Paris, Sabine Wespieser éditeur, 2014, 249 p.  (ISBN 978-2-84805-167-3)[2].
- Ein ganzes Leben, 2014[3],[4]. 
  - Traduit sous le titre Une vie entière par Élisabeth Landes, Paris, Sabine Wespieser éditeur, 2015, 160 p.  (ISBN 978-2-84805-194-9).
- Das Feld, 2018
  - Traduit sous le titre Le Champ par Élisabeth Landes, Paris, Sabine Wespieser éditeur, 2020, 280 p.  (ISBN 978-2848053417)[5].
- Der letzte Satz, 2020 (portrait "toute en intériorité" de Gustav Mahler)
  - Traduit sous le titre Le dernier mouvement par Élisabeth Landes, Paris, Sabine Wespieser éditeur, 2022, 128 p.  (ISBN 978-2-84805-434-6)
- Das Café ohne Namen, 2023
  - Traduit sous le titre Le café sans nom par Élisabeth Landes, Paris, Sabine Wespieser éditeur, 2023, 248 p.  (ISBN 978-2-84805-492-6)

## Distinctions
- Nomination pour le prix international Man Booker 2016 pour Une vie entière.
- Prix du livre de la Wiener Wirtschaft 2016 pour Une vie entière.
- Prix littéraire Anton-Wildgans 2017

## Filmographie
- Youth (La Giovinezza), de Paolo Sorrentino, 2015 :  Lucas Moroder